# Чо Мійон
Чо Мійон (кор. 조미연, 曺薇娟, англ. Cho Mi-yeon, нар. 31 січня 1997, Інчхон, Південна Корея) — південнокорейська співачка, авторка пісень та акторка. Є головною вокалісткою дівочого гурту (G)I-DLE. Також озвучує Арі, учасницю віртуального K-pop гурту K/DA. Дебютувала сольно 27 квітня 2022 року з мініальбомом My.

## Раннє життя
Чо Мійон народилася 31 січня 1997 року в Інчхоні, Республіка Корея. Вона була єдиною дитиною у сім'ї. Мійон з дитинства виявляла великий інтерес до музики. Її любов до музики була натхненна батьком. У музичній школі навчилася грати на скрипці, гітарі та фортепіано.
Мійон продовжувала займатися музикою, записавшись у музичну академію, щоб зміцнити свої вокальні навички, а також навчитися складати пісні. Мійон стажувалася близько восьми років, перш ніж дебютувати з (G)I-DLE.

## Кар'єра

### До дебюту
З 2010 по 2016 рік Мійон була стажером в YG Entertainment. У 2016 році вона стала стажером у Cube Entertainment. У вересні 2016 року Мійон з'явилася разом із Seulong, на концерті Urban Zakapa. У 2017 році вона знялася в музичному кліпі Лім Силь Она «You».

### 2018—2020: Дебют у (G)I-DLE, колаборації та акторський дебют
Мійон на шоукейсі на честь виходу синглу «Uh-Oh», 26 червня 2019 року. Мійон дебютувала з (G)I-DLE 2 травня 2018 року з міні-альбомом I Am та піснею «Latata».
26 жовтня 2018 року було підтверджено, що Мійон виступить на церемонії відкриття чемпіонату світу з League of Legends 2018 разом з Сойон, Медісон Бір і Джейрою Бернс. Вони записали голоси для віртуального гурту K/DA, Мійон озвучила Арі, одну з найвідоміших персонажів у League of Legends. Разом з Евелін, озвученою Бір, Арі є головним вокалістом групи. Їхня пісня «Pop/Stars» стала вірусною на YouTube і очолила світовий хіт-парад цифрових пісень Billboard.
У 2019 році Мійон разом з Hangzoo записали пісню «Cart» у рамках проекту Amoeba Culture X Devine Channel Code Share Project.
У 2020 році Мійон з'явилася на музичному шоу Співак у Масці. Вона виграла перший раунд із 64 очками. У другому раунді вона виконала пісню Юн Мі Ре «Goodbye Sadness and Hello Happiness», але програла Їм Кан Суну. Її виконання було тепло зустрінуте як глядачами, і колективами. Голос Мійон був описаний як «димчастий, але душевний».
Мійон знову озвучила Арі, новий сингл K/DA «The Baddest» за участю Мійон, Сойон, Беа Міллер і Вулфтілі, був випущений 17 серпня для майбутнього мініальбому групи.
У вересні стало відомо, що Мійон дебютує як актриса в ролі Ю Ха Йон у веб-драмі Replay: The Moment. Мійон випустила для дарами кілька саундтреку: «Dreaming About You» і «How To Love (with Neon Paprika)». Дорама зібрала понад 6 мільйонів переглядів.
У жовтні Мійон заспівала «We Already Fell In Love» разом з Мінні в рамках саундтреку Do Do Sol Sol La La Sol, а в листопаді вона випустила свій перший сольний OST «My Destiny» до дару «Історія дев'ятивостого лисиця».
30 листопада Мійон з'явилася в Seoul Connects U, різноманітному туристичному шоу, спільно спланованому та підготовленому MBC та Сеульським фондом туризму. Програма показує подорож у часі в тому самому просторі і в різний час для глобальних шанувальників, пов'язуючи минуле та сьогодення Сеула за допомогою фотографій зірок та шанувальників у режимі реального часу.

### 2021-донині: DJ, M.C та сольний дебют
У лютому 2021 року було оголошено, що Мійон була обрана головною провідною радіопрограмою Naver Gossip Idle. Радіошоу спочатку транслювалося як трилогія на ознаменування повернення групи з четвертим мініальбомом I Burn. У тому ж місяці Мійон була призначена однією з нових ведучих музичної програми Mnet M Countdown, посаду, яку вона обіймала з 18 лютого разом з актором Нам Юн Су. Вона стала першою дівчиною-МС у програмі за 9 років. Наприкінці місяця Мійон вдалося потрапити до списку щомісячного рейтингу «Репутація бренду серед дівчат-ідолів» на 3 місці, збільшившись на 96,20 % після Дженні та Розе з Blackpink.
У травні Мійон з'явилася на Kingdom: Legendary War як гостя, щоб допомогти BtoB з піснею «Blue Moon (Cinema Ver)». 28 травня корейські ЗМІ повідомили, що Мійон брала участь в альбомі CS Happy Entertainment у пісні «You Were My Breath». Продюсером альбому є Чон Чан Сік, генеральний директор CS Happy Entertainment, який визнав потенціал Мійон і виправдав його очікування завдяки неперевершеним навичкам співу, які ще не були в групі. Після його випуску він дебютував під номером 96 у чарті завантаження Gaon.
У серпні ділова газета Maeil повідомила, що Мійон буде зніматися разом з актором Лі Тхе Віном у майбутньому комедійному веб-серіалі «Доставка», який вийде пізніше у жовтні. Вона зіграла роль Квак Ду Сік, актрису та кур'єрку, яка добре розуміється на бойових мистецтвах. Кажуть, що співачка з'являється у цій веб-драмі, щоб допомогти місцевим малим та середнім підприємствам у важкі часи через COVID-19 у провінції Кьонґідо.
11 жовтня Мійон випустила спільний з Raiden альбом Love Right Back з провідним синглом «Side Effect». Вона також брала участь у записі пісні Лі Донхе «Blue Moon», який був випущений 13 жовтня. Того ж дня вона була підтверджена на головну роль у майбутньому комедійному веб-серіалі «Стажер для дорослих» у ролі Банг Е Ген разом із Рю Ю Хеном. 17 листопада Мійон була показана в кліпі репера Кіда Міллі «Kitty».
6 квітня 2022 року було оголошено, що Мійон дебютує сольно наприкінці квітня. 8 квітня Cube Entertainment оголосили, що 27 квітня вийде її перший мініальбом My, з «Drive» як провідний сингл.

## Дискографія

### Мініальбоми
| Назва | Деталі альбому                                                                            | Пікові позиції у чартах | Продажі                   |
| Назва | Деталі альбому                                                                            | KOR                     | Продажі                   |
| ----- | ----------------------------------------------------------------------------------------- | ----------------------- | ------------------------- |
| My    | - Реліз: 27 квітня 2022 - Лейбл: Cube, Kakao - Формат: CD, цифрові завантаження, стриминг | 4                       | - Південна Корея: 113,911 |

### Сингл
| Назва                                                                            | Рік                   | Пікові позиції у чартах | Пікові позиції у чартах | Album                                |
| Назва                                                                            | Рік                   | KOR Circle              | KOR Hot                 | Album                                |
| Як головна виконавиця                                                            | Як головна виконавиця | Як головна виконавиця   | Як головна виконавиця   | Як головна виконавиця                |
| -------------------------------------------------------------------------------- | --------------------- | ----------------------- | ----------------------- | ------------------------------------ |
| «You Were My Breath» (너는 나의 숨이였다)                                        | 2021                  | —                       | —                       | Сингл без альбому                    |
| «Drive»                                                                          | 2022                  | 110                     | —                       | My                                   |
| Як запрошена виконавиця                                                          |                       |                         |                         |                                      |
| «Side Effect» (Raiden featuring Miyeon)                                          | 2021                  | —                       | —                       | Love Right Back — The 1st Mini Album |
| «Blue Moon» (Donghae featuring Miyeon)                                           | 2021                  | —                       | —                       | California Love                      |
| «Kitty» (Kid Milli featuring Miyeon)                                             | 2021                  | —                       | —                       | Сингл без альбому                    |
| Колаборації                                                                      |                       |                         |                         |                                      |
| «Cart» (with Hangzoo)                                                            | 2019                  | —                       | —                       | Code Share Project                   |
| Саундтреки                                                                       |                       |                         |                         |                                      |
| «We Already Fell In Love» (with Minnie)                                          | 2020                  | —                       | —                       | Do Do Sol Sol La La Sol OST Part 4   |
| «My Destiny»                                                                     | 2020                  | —                       | —                       | Tale of the Nine Tailed OST Part 8   |
| «Dreaming About You»                                                             | 2021                  | —                       | —                       | Replay: The Moment OST Part 6        |
| «How to Love»                                                                    | 2021                  | —                       | —                       | Replay: The Moment OST Special Track |
| «Imagine Love»                                                                   | 2021                  | —                       | —                       | Adult Trainee OST Part 2             |
| «Someday»                                                                        | 2022                  | —                       | —                       | Moonshine OST Part 8                 |
| «Sweet Dream» (with Song Yuqi)                                                   | 2023                  | —                       | —                       | Love to Hate You OST Part 1          |
| «The Painted on the Moonlight» (달빛에 그려지는)                                 | 2023                  | 79                      | —                       | My Dearest OST Part 4                |
| «How to Twerk» (트윌ㅋ) (with Song Yuqi)                                         | 2023                  | 85                      | —                       | Street Woman Fighter 2 OST Part 2    |
| «—» релізи, що не потрапили у чарти або не були випущені у відповідних регіонах. |                       |                         |                         |                                      |

### Інші пісні у чартах
| Назва                        | Рік  | Пікові позицїі у чартах | Альбом |
| Назва                        | Рік  | KOR Down.               | Альбом |
| ---------------------------- | ---- | ----------------------- | ------ |
| «Rose»                       | 2022 | 73                      | My     |
| «Te Amo»                     | 2022 | 79                      | My     |
| «Rain» (소나기)              | 2022 | 80                      | My     |
| «Softly»                     | 2022 | 93                      | My     |
| «Charging» (featuring Junny) | 2022 | 99                      | My     |

## Відеографія

### Музичні відео
| Рік  | Назва   | Режисер(и)  | Прим.  |
| ---- | ------- | ----------- | ------ |
| 2022 | «Drive» | VISUALFROM. | [ 46 ] |

## Нагороди і номінації
| Нагорода                         | Рік  | Категорія                     | Номінант / Робота                       | Результат | Прим.  |
| -------------------------------- | ---- | ----------------------------- | --------------------------------------- | --------- | ------ |
| Asian Pop Music Awards           | 2022 | Best Female Artist (Overseas) | My                                      | Номінація | [ 47 ] |
| Mnet Asian Music Awards          | 2022 | Best Female Artist            | «Drive»                                 | Номінація | [ 48 ] |
| Seoul International Drama Awards | 2021 | Outstanding Korean Drama OST  | «Dreaming About You»                    | Номінація | [ 49 ] |
| Seoul International Drama Awards | 2021 | Outstanding Korean Drama OST  | «We Already Fell In Love» (with Minnie) | Номінація | [ 49 ] |

## Нотатки
1. ↑  Сингл «You Were My Breath» не потрапив у Circle Digital Chart, але посів 96 місце у Circle  Download Chart[26].
2. ↑  Сингл «Blue Moon» не потрапив у Circle Digital Chart, але посів 79 місце у Download Chart[41].
3. ↑  Сингл «Dreaming About You» не потрапив у Circle Digital Chart, але посів 73 місце у Circle BGM Chart[42].
4. ↑  Сингл «Someday» не потрапив у Circle Digital Chart, але посів 118 місце у Circle Download Chart[43].
5. ↑  Сингл «Sweet Dream» не потрапив у Circle Digital Chart, але посів 97 місце у Circle Download Chart[44].